# Đông Tiên Hưng, Hưng Yên
Đông Tiên Hưng là một xã thuộc tỉnh Hưng Yên, Việt Nam.

## Địa lý
Xã Đông Tiên Hưng nằm ở phía nam của tỉnh Hưng Yên, có vị trí địa lý:
- Phía đông giáp xã Đông Hưng và xã Nam Đông Hưng.
- Phía tây giáp xã Tiên Hưng.
- Phía nam giáp xã Nam Tiên Hưng.
- Phía bắc giáp xã Bắc Tiên Hưng.

## Lịch sử
Ngày 16 tháng 6 năm 2025, Ủy ban Thường vụ Quốc hội ban hành Nghị quyết số 1666/NQ-UBTVQH15 về việc sắp xếp các đơn vị hành chính cấp xã của tỉnh Hưng Yên năm 2025. Theo đó, sắp xếp toàn bộ diện tích tự nhiên, quy mô dân số của xã Phong Dương Tiến và xã Phú Châu thành xã mới có tên gọi là xã Đông Tiên Hưng.